# Lexington Hill

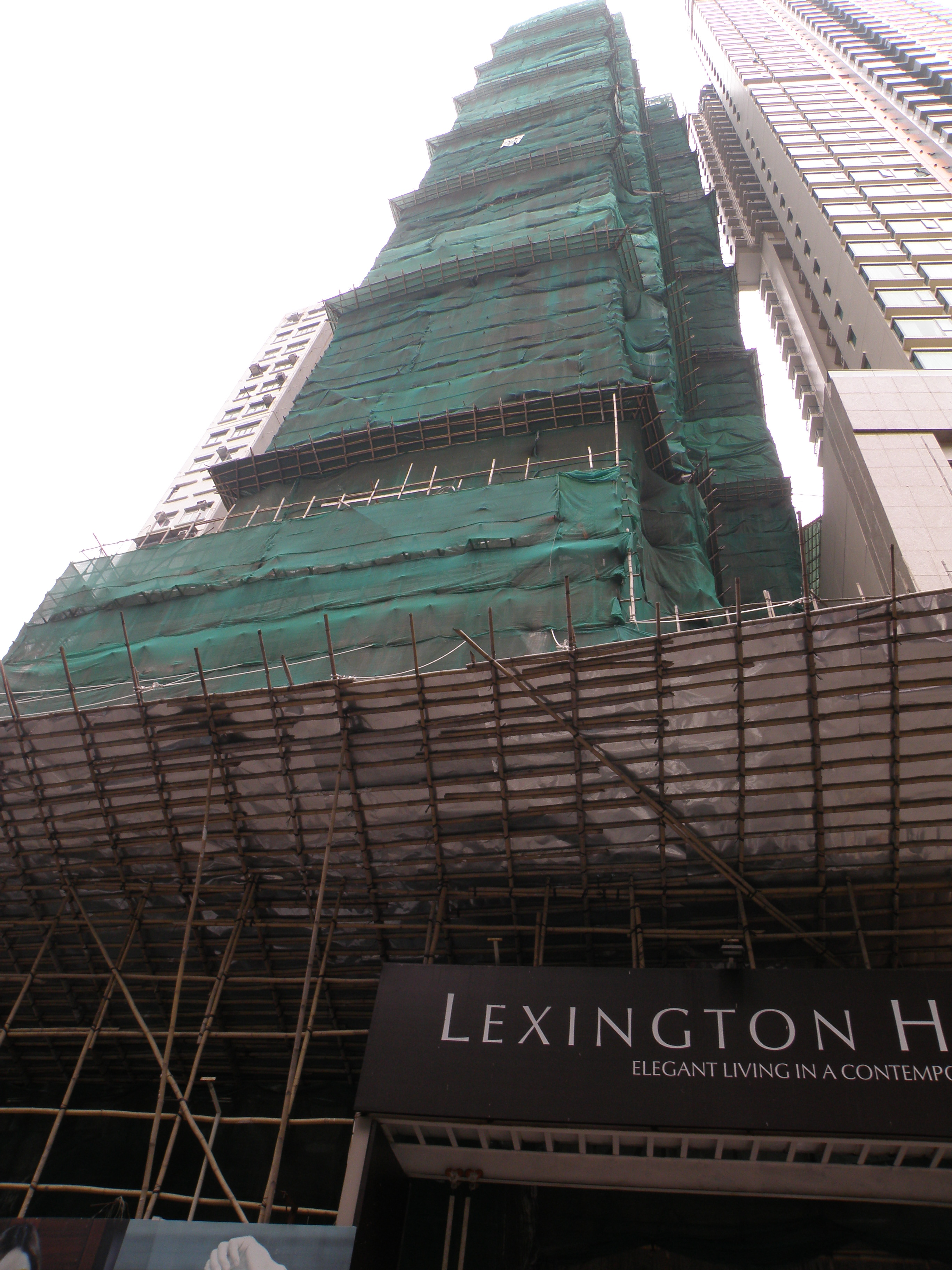
建築中的Lexington Hill

Lexington Hill是位於香港西環堅尼地城的單幢住宅，樓高共43層，主要提供兩房半到三房半的單位共104伙，由會德豐地產（以「Universal Sight Limited」名義）發展，於2014年3月入伙。

## 歷史
Lexington Hill前身為位於卑路乍街46號1幢建於1965年共10層高的建裕大樓，早於2007年新世界發展曾作出收購，及後會德豐地產加入競爭，最終成功與該廈約90%的小業主簽訂協議，以約3億元收購，於2011年5月終透過強制拍賣以5.88億元底價完成併購，其間出現一批早前已接受收購的小業主，抗議每呎約3000港元的收購價過低。
最終會德豐地產把上址發展成單幢豪宅Lexington Hill，並於2012年2月開售樓花，並於中環會德豐大廈設置示範單位。
土地註冊處資料顯示，會德豐地產早前以4,206.8萬元售出的西環Lexington Hill之43樓相連單位，登記買家為王蓓芬(WONG PUI FAN)，與有「電飯煲大王」之稱的已故信興集團創辦人蒙民偉的第二任妻子中英文姓名相同。該單位建築面積1,951方呎，呎價近2.16萬元，創該物業呎價新高。

## 簡介
項目地盤面積約11,125平方呎，重建地積比為8.2倍，可建總樓面面積為89,000方呎。
物業實際樓高43層，惟由於不設4、14、24、34及44字樓，並設UG層（因地勢故設），故有47字樓，其中基座佔4層，其餘39層為住宅單位 ，共設104個單位，建築面積由約750-3,000呎不等，包括98伙標準戶及6伙特色戶，而一梯有兩伙至三伙。另外，物業的基座三樓為會所，其設施包括健身室、燒烤場、游泳池等，供住戶享用。
商業方面，物業地下（卑路乍街方向）設有3個商鋪，而基座一至二樓則為停車場，共29個車位。

## 物業名字
Lexington Hill的名字類似Lexington Hills，後者位於美國聖塔克拉拉縣，人稱矽谷。

## 鄰近
- 寶雅山
- 堅尼地城社區綜合大樓
- 雅福台
- 盈基花園
- 羲皇臺
- 士美菲路市政大廈

## 外部連結
- Lexington Hill 官方網站